# 1910-es magyar asztalitenisz-bajnokság
Az 1910-es magyar asztalitenisz-bajnokság a hatodik magyar bajnokság volt. A bajnokságot március 26. és 28. között rendezték meg Budapesten, a MAFC rendezésében. Ebben az évben férfi párosban nem volt bajnokság.
Bár a bajnokokat tartalmazó források (pl. A magyar sport kézikönyve, Asztalitenisz történelem számokban I.) erre az évre a Jacobi Roland, Mechlovits Ármin (MTK) párost jelzik bajnoknak, de a korabeli forrásokban nem szerepel a páros bajnokság, azt nem írták ki. A Pesti Hírlap 1911.03.12-i és Az Ujság 1912.04.07-i kiadásai felsorolják az addigi bajnokokat, és 1910-re nem jeleznek páros bajnokot.

## Eredmények
| Versenyszám  | Arany             | Arany | Ezüst          | Ezüst | Bronz                | Bronz |
| ------------ | ----------------- | ----- | -------------- | ----- | -------------------- | ----- |
| Férfi egyéni | Jacobi Roland MTK |       | Biró Gyula ZRY |       | Mechlovits Ármin MTK |       |